# Casa de l'antic Molí Fariner
La Casa de l'antic Molí Fariner és una obra noucentista de Igualada (Anoia) inclosa a l'Inventari del Patrimoni Arquitectònic de Catalunya.

## Descripció
Construcció adossada al que antigament era un molí fariner avui desaparegut. Destaca el cos central de l'edifici que sobresurt dels dos cossos laterals degut al frontó incorporat a l'acabament superior, mentre que els cossos laterals es mantenen a més baixa alçada gràcies a una balustrada constituïda per petits pilars de totxo cuit. El conjunt és d'una sobrietat de línies molt remarcable i gaudeix d'una manca de decoració total.